# 伊藤京子 (女優)
伊藤 京子（いとう きょうこ、1959年9月1日 - 2000年2月21日）は日本の女優。埼玉県出身。旧芸名は辻今日子。

## 略歴・人物
高校を卒業し、9カ月のOL生活を経てモデルになる。1年後に東映俳優センターへ所属、さらに1年後に芸能プロへ移籍して、1980年代前半に日活ロマンポルノに脇役で4作品に出演した。その他、テレビドラマなどに出演。日活ロマンポルノに出演していた時期には、近代映画社から写真集「夢レイプ」を出版しているが、出演作品がいずれも脇役で、芸歴を考えると、写真集を出版したのは異例である。
1982年に有名人がヌード写真を撮影するという雑誌企画で、石坂浩二と知り合う。1983年には石坂の劇団急旋回の旗揚げに参加。1987年に写真週刊誌『FOCUS』が石坂のマンションでの半同棲生活やデートを撮影するなど、長年にわたって石坂の愛人とみなされてきた。
1990年頃には劇団を退団して、マンションで独居生活を送り、さらに実家へ戻って父母と暮らしていたが、1997年7月から病院へ通院治療するようになり、2000年2月21日、相模原駅で飛び込み自殺。40歳没。
翌2001年2月、浅丘ルリ子と離婚した石坂が再婚する際、再婚相手として取り沙汰され、『週刊ポスト』は過去のヌード写真をグラビアに掲載したが、その直後に自殺していたことが明らかになった。石坂本人は伊藤と20年近く会っていないと否定し、1988年頃から石坂の付き人を務めてきた再婚相手が伊藤と同年輩だったことからマスコミが取り違えていた事実が発覚した。

## 主な出演作品

### テレビドラマ
- ミセスとぼくとセニョールと!（1980年-1981年、TBS）
- 土曜ワイド劇場「松本清張の小さな旅館」（1981年、テレビ朝日）
- ザ・サスペンス「猟人日記」（1983年、TBS）

### バラエティ番組
- ジョークドキュメントBBS放送局（中京テレビ）

### ビデオソフト
- 私の身体に悪魔がいる（1982年）

### 映画
- 悪女軍団（1981年）
- 天使のはらわた 赤い淫画（1981年）
- 女教師狩り（1982年）
- 肉奴隷 悲しき玩具（1982年）

DMMで視聴・ダウンロード可能なのは、「悪女軍団」と「女教師狩り」、「天使のはらわた　赤い淫画」の3作品である。

### 特撮
- 電子戦隊デンジマン（1980年、テレビ朝日）- 歯科衛生士 役

## 写真集
- 愛のらせん階段／女子高生真紀の日記（1980年、双葉社）
- 夢レイプ（1982年、近代映画社）
- 青野武雄ヌード作品集（1984年、近代映画社）